# Citotoksičnost
Citotoksičnost je svojstvo toksičnosti za ćelije. Primeri toksičnih agenasa su imunske ćelije ili neki tipovi otrova, npr. iz zmija vrste Bitis arietans ili pauka vrste Loxosceles reclusa.

## Ćelijska fiziologija
Tretiranje ćelija citotoksičnim jedinjenjem može da dovede do različitih ishoda. Ćelije mogu da podlegnu nekrozi, pri čemu gube membranski integritet i brzo umiru usled ćelijskog liziranja. Ćelije mogu da prestanu sa aktivnim rastom i deobom (dolazi do umanjenja ćelijske održivosti), ili može da dođe do aktivacije genetičkog programa kontrolisane ćelijske smrti (apoptoze)..
Ćelije koje podležu nekrozi tipično ispoljavaju brzo oticanje, gubitak membranskog integriteta, zaustavljanje metabolizma i dolazi ispuštanja njihovog sadržaja u okolinu. Ćelije koje podležu brzoj nekrozi in vitro nemaju dovoljno vremena ili energije da aktiviraju apoptotičku mašineriju, te ne izražavaju apoptotičke markere. Apoptozi je svojstven dobro definisani niz citoloških i molekularnih promena uključujući promenu indeksa refrakcije ćelije, sažimanje citoplazme, nuklearna kondenzacija i presecanje DNK u fragmente regularne veličine. Ćelije u kulturi koje podlegnu apoptozi nakon toga bivaju podvrgnute sekondarnoj nekrozi. One zaustavljaju metabolizam, guve membranski integritet i liziraju se.

## Spoljašnje veze
- Cytotoxins на 
- Cytotoxicity Assays, Promega Corporation